# Niclas Carpelan
Niclas Carpelan (1975) è un ex giocatore di football americano e allenatore di football americano finlandese, che ha giocato come quarterback..
Negli anni 1990 ha giocato per gli East City Giants, per poi militare in diverse altre squadre finlandesi (Helsinki Demons, Kuopio Steelers, Helsinki 69ers, Kouvola Indians, Hämeenlinna Huskies, Kotka Eagles e Pirkkala Spartans) e nei Riga Lions.
Dalla stagione 2024 è head coach dei Kuopio Steelers.

## Palmarès
- 1 Baltic Sea League (Riga Lions 2015)
- 5 Spagettimalja (Helsinki Demons 2003, 2004 e 2005, Kotka Eagles 2019 e 2021)
- 2 Rautamalja (Hämeenlinna Huskies 2014, Kotka Eagles 2017)
- 1 Tinamalja (Kotka Eagles 2016)